# Johann Daffinger
Johann Leopold Daffinger (* 1. Juli 1748 in Wien; † 6. Juli 1796 ebenda) war ein österreichischer Porzellan- und Buntmaler. 

## Leben und Werk
Johann Daffinger war von 1760 bis 1766 als Maler an der Wiener Porzellanmanufaktur tätig, anschließend in der Schweiz, insbesondere in Zürich, bis er wieder nach Wien zurückkehrte, wo er in der Manufaktur als Blumenmaler, Staffierer und zuletzt als Buntmaler tätig war.
Daffinger starb 1796 an einer Pilzvergiftung. Sein Werk steht im Schatten seines Sohnes Moritz Daffinger.